# Campionato mondiale vetture sport 1961
Il Campionato mondiale vetture sport 1961, la cui denominazione ufficiale è World Sports Car Championship, è stata la 9ª edizione del Campionato mondiale vetture sport.
Organizzato dalla Federazione Internazionale dell'Automobile tramite la Commissione Sportiva Internazionale e riservato alle vetture sport con cilindrata limitata a 3 litri, è stato vinto dalla Ferrari con le 250 Testa Rossa e 246 SP pilotate da Phil Hill e Olivier Gendebien, Wolfgang von Trips, Lorenzo Bandini e Giorgio Scarlatti.
Tutte le prove del Campionato del mondo vetture sport sono valide anche per la Coppa vetture gran turismo.

## Regolamento
Titoli

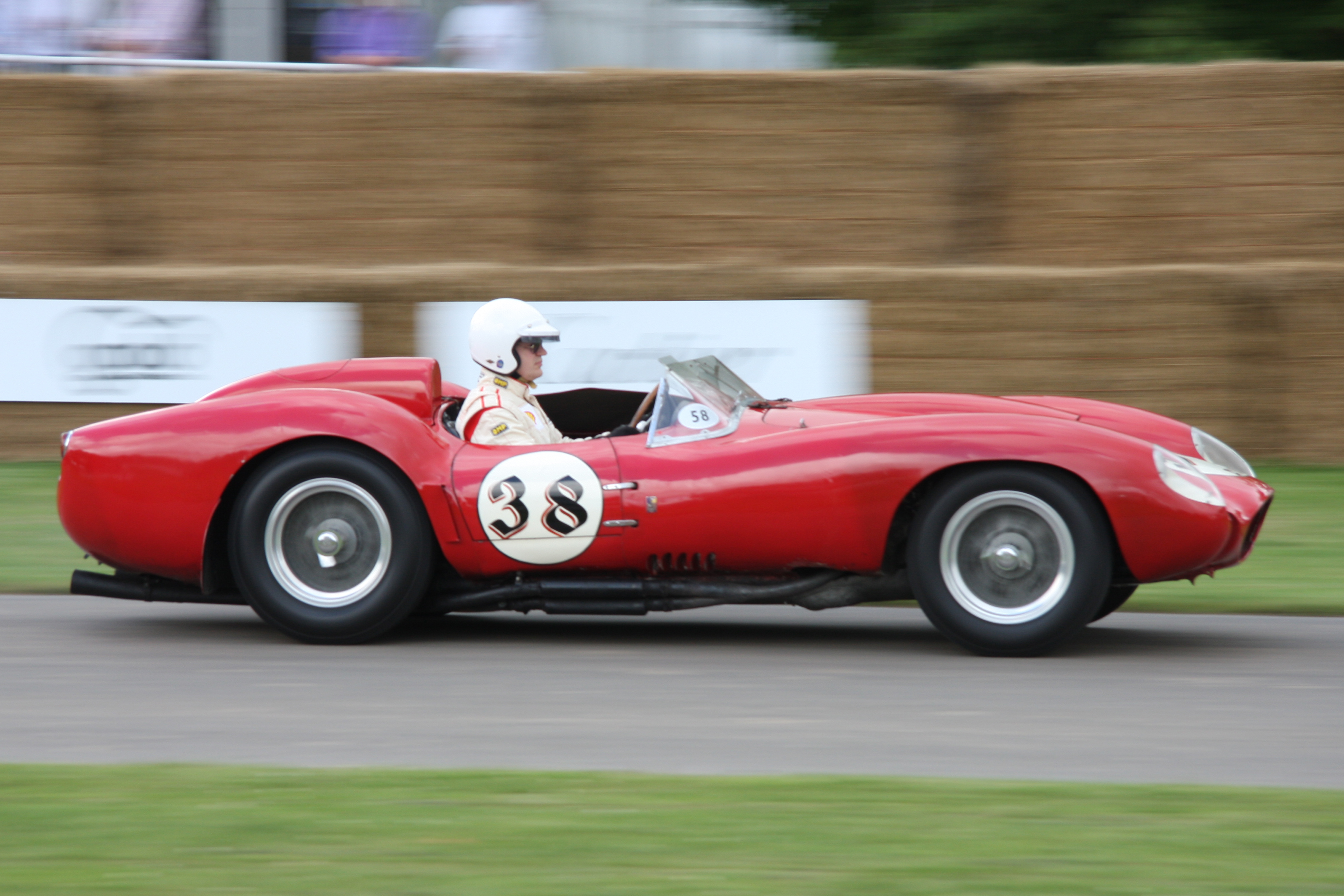
Una Ferrari 250 Testa Rossa

- Campionato del mondo vetture sport riservato ai costruttori di vetture sport.

Categorie
- Sport: vetture biposto con carrozzeria aperta o chiusa e motori con cilindrata massima di 3 litri, progettate e costruite appositamente per le competizioni ma dotate degli equipaggiamenti per l'uso stradale, suddivise in classi secondo la cilindrata[1].
- Gran Turismo: suddivise in categorie in base alla cilindrata.

Punteggi
Vengono assegnati punti solo alla vettura meglio classificata per ogni costruttore. Al primo costruttore classificato vengono attribuiti 8 punti, 6 al secondo, 4 al terzo, 3 al quarto, 2 al quinto, 1 al sesto. Per la classifica finale vengono conteggiati solo i migliori tre risultati. Le vetture gran turismo non ottengono punti.

## Costruttori
I seguenti modelli hanno contribuito a conquistare i punti nel campionato per i loro rispettivi costruttori.
- Ferrari 250 TR61 & Ferrari 246 SP
- Maserati Tipo 61 & Maserati Tipo 63
- Porsche 718 RS61
- OSCA S1600

## Resoconto
Il Campionato del 1961 prevede ancora cinque prove disputate in America, la 12 Ore di Sebring, e in Europa, la Targa Florio, la 1000 km del Nürburgring, la 24 Ore di Le Mans e la 4 Ore di Pescara. Tutte le gare sono inserite anche nel calendario della Coppa vetture gran turismo.
La Ferrari, con la 250 Testa Rossa, domina il campionato vincendo a Sebring, alla Targa Florio, a Le Mans e Pescara, mentre arriva seconda al 1000 km del Nürburgring dove trionfa la Maserati con la Tipo 61. Con 24 punti validi la Ferrari si aggiudica il settimo Mondiale marche, il secondo consecutivo.

## Risultati
| Nº | Data         | Gara                    | Costruttore | Vettura         | Categoria | Piloti                                 | Resoconto | Note                                        |
| -- | ------------ | ----------------------- | ----------- | --------------- | --------- | -------------------------------------- | --------- | ------------------------------------------- |
| 1  | 25 marzo     | 12 Ore di Sebring       | Ferrari     | 250 Testa Rossa | Sport     | Phil Hill - Olivier Gendebien          | Resoconto | Valida anche per Coppa vetture gran turismo |
| 2  | 30 aprile    | Targa Florio            | Ferrari     | 246 SP          | Sport     | Wolfgang von Trips - Olivier Gendebien | Resoconto | Valida anche per Coppa vetture gran turismo |
| 3  | 28 maggio    | 1000 km del Nürburgring | Maserati    | Tipo 61         | Sport     | Masten Gregory - Lloyd Casner          | Resoconto | Valida anche per Coppa vetture gran turismo |
| 4  | 10-11 giugno | 24 Ore di Le Mans       | Ferrari     | 250 Testa Rossa | Sport     | Phil Hill - Olivier Gendebien          | Resoconto | Valida anche per Coppa vetture gran turismo |
| 5  | 15 agosto    | 4 Ore di Pescara        | Ferrari     | 250 Testa Rossa | Sport     | Lorenzo Bandini - Giorgio Scarlatti    | Resoconto | Valida anche per Coppa vetture gran turismo |

## Classifica
| Pos | Costruttore | Pr 1 | Pr 2 | Pr 3 | Pr 4 | Pr 5 | Totale |
| --- | ----------- | ---- | ---- | ---- | ---- | ---- | ------ |
| 1   | Ferrari     | 8    | 8    | (6)  | 8    | (4)  | 24     |
| 2   | Maserati    |      | 3    | 8    | 3    | (2)  | 14     |
| 3   | Porsche     | 2    | 6    | (1)  | (2)  | 3    | 11     |
| 4   | OSCA        |      |      |      |      | 1    | 1      |